# Luigi Rovati
Luigi Rovati (* 24. November 1904 in Cinisello Balsamo; † 8. März 1989) war ein italienischer Boxer im Schwergewicht und Silbermedaillengewinner der Olympischen Sommerspiele 1932 von Los Angeles.
Im Mai 1932 gewann er das 4-Nationen-Turnier in Berlin und startete im August bei den Olympischen Spielen in Los Angeles, wo er nach zwei Freilosen gleich im Halbfinale einstieg und dort den US-Amerikaner Frederick Feary nach Punkten besiegte. Im Finalkampf unterlag er dem Argentinier Santiago Lovell nach Punkten und erreichte somit, mit nur einem Sieg, Platz 2 im Schwergewicht.
Von 1933 bis 1937 bestritt er vier Profikämpfe in Österreich, der Schweiz und Deutschland. Den letzten dieser Kämpfe verlor er durch K. o. in der ersten Runde gegen Adolf Witt.